# Simga
Simga é uma cidade e uma nagar panchayat no distrito de Raipur, no estado indiano de Chhattisgarh.

## Geografia
Simga está localizada a 21° 38′ N, 81° 42′ L. Tem uma altitude média de 262 metros (859 pés).

## Demografia
Segundo o censo de 2001, Simga tinha uma população de 13 137 habitantes. Os indivíduos do sexo masculino constituem 50% da população e os do sexo feminino 50%. Simga tem uma taxa de literacia de 60%, superior à média nacional de 59,5%: a literacia no sexo masculino é de 71% e no sexo feminino é de 48%. Em Simga, 16% da população está abaixo dos 6 anos de idade.